# František Křižík

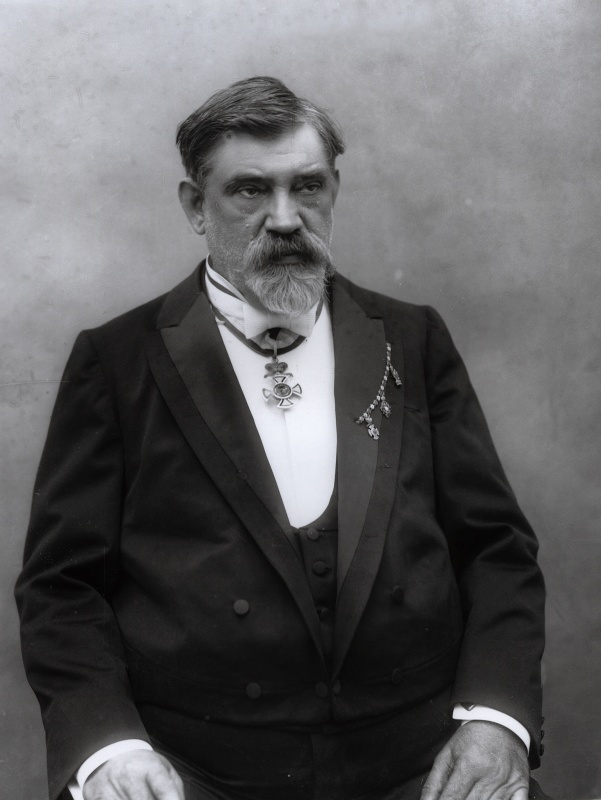
František Křižík, ok. 1902 r.

František Křižík (ur. 8 lipca 1847 w Plánicy, zm. 22 stycznia 1941 w Stádlcu koło Taboru) – czeski wynalazca, inżynier elektryk i przemysłowiec.

## Życiorys
Pochodził z biednej rodziny – jego ojciec był szewcem. Szkołę średnią ukończył w Pradze, ale brak pieniędzy uniemożliwił mu zdanie matury. Pomimo to został przyjęty na politechnikę w Pradze. W roku 1878 opracował system sygnalizacji kolejowej. W roku 1881 wynalazł w Pilźnie nowy typ lampy łukowej, którą opatentował przed Wernerem von Siemensem i produkował w swojej fabryce w Pilźnie, a od roku 1884 w Karlínie. W 1888 wybudował na Žižkovie pierwszą elektrownię w Czechach, a następnie kilka kolejnych.
W roku 1891 wybudował na potrzeby Wystawy Jubileuszowej linię tramwaju elektrycznego, a teren wystawy oświetlały jego lampy.
W roku 1903 wybudował pierwszą elektryczną linię kolejową z miasta Bechyně do Taboru.